# Любомир Милетич
Любомир Георгиев Милетич е един от най-видните български учени и интелектуалци от края на XIX век и първата половина на XX век. Работи в сферата на езикознанието и особено диалектологията, етнографията и историята. Милетич е сред най-изявените деятели и учредител на създадения в София Македонския научен институт. В негова чест е кръстен нос Милетич в Антарктида. Използва псевдонима Пълния.

## Биография

### Семейство
Любомир Милетич е роден на 1 януари 1863 година в град Щип. Баща му Георги Милетич (от село Мошорин в Унгария) е брат на панслависта и деятел на сръбското национално движение във Войводина Светозар Милетич. В средата на XIX век Георги Милетич работи като български учител в различни градове в Македония, между които Велес (1859 – 1861) (където се жени за Евтимия (Евка) хаджи Наумова Попдавова – от рода на велешкия първенец поп Даво, учителка в девическото училище във Велес след 1861 година и майка на Любомир Милетич) и Щип (1861 – 1863).
Различни хипотези търсят корените на рода Милетич в Хърватия, България, Босна и на други места. Според сръбски автори дядото на Георги Милетич се казва Аврам и е родом от Кача в Южна Бачка. В българската литература за дядо на Георги Милетич се посочва Миле войвода от Одринско. Самият Любомир Милетич израства с убеждението, че именно Миле войвода е неговият прадядо и дори предприема през 1913 г. пътуване до Одрин, за да намери махалата Киреч и да узнае нещо повече за рода си.

### Образование
В средата на седемдесетте години на XIX век семейството се премества в София, където Любомир Милетич посещава основното и класно училище. С избухването на Сръбско-турската война (1876) Георги Милетич постъпва в четата на Панайот Хитов, а сина си изпраща да доучва в Нови Сад и Загреб. В 1882 година в Загреб Любомир Милетич завършва класическата гимназия. Впоследствие със стипендия от Министерството на народната просвета следва славянска филология в Загреб и Прага, като завършва в 1885 година.

### Учен
От 1885 година е отново в София като става първо учител в Софийската класическа гимназия, а от 1892 г. е преподавател в Софийското висше училище (от 1904: Софийски университет) и професор по славянска филология.
През 1898 година е приет за член на Българското книжовно дружество. През 1926 година е избран за председател на БКД, вече преименувано на Българска академия на науките. Той остава на този пост до смъртта си. Любомир Милетич има и голяма заслуга при създаването и развиването на Македонски научен институт (МНИ). От 1928 до 1937 г. Любомир Милетич е също председател на МНИ.

За третата годишнина от кончината на Милетич Никола Коларов пише: 
| „ | Неговото име, остана най-тесно свързано с освободителната борба на македонските българи. Милетич бе неотлъчно свързан с тази борба. Той болезнено изживяваше всички страдания, които се изсипаха върху нещастното българско население в Македония, което в една неотстъпна и величава борба, всичко пожертвува за правдата и свободата. В тая борба той бе най-големата духовна сила. На нея той посвети най-големата част от живота си. И остави паметници, които сами по себе си са паметници на творческия дух и несломимата воля на македонския българин. Монументалният Македонски дом, Македонският научен институт, Македонски преглед, спомените на македонските революционери и др. са дела, с които професор Милетич украси своя земен път | “ |

На 4 септември 1958 година вестник „Македонска трибуна“ отпечатва речта на Асен Аврамов при откриване на конгреса на „Македонската патриотическа организация“ (МПО) в която казва следното за професор Милетич: „Професор Любомир Милетич нарече нареждането на Иван Михайлов по повод сърбофилския преврат от 19.05.1934 г. в София венец на героичните дела на ВМРО. Именитият наш професор схвана много правилно от какво политическо и национално значение бе факта, че нито един изстрел не се даде срещу българската войска от хората и съмишлениците на ВМРО. Това бе изрично нареждане на Иван Михайлов.“
Морският нос Любомир Милетич на остров Гринуич, Южни Шетландски острови е наименуван на Любомир Милетич.

### За него
- Романски, Ст. Любомиръ Милетичъ.   София, Държавна печатница, 1940.
- Мурдаров, Вл. Любомир Милетич.   София, Университетско издателство „Климент Охридски“, 1987.

## Родословие
|  |  |  |  |  |  |  |  |                                |                                |                                |                                |                                |                                | Миле         |  |  |  |  |  |                               |                               |                               |                               |                               |                               |  |  |                                  |                                  |                                  |                                  |                                  |                                  |  |  |
|  |  |  |  |  |  |  |  |                                |                                |                                |                                |                                |                                |              |  |  |  |  |  |                               |                               |                               |                               |                               |                               |  |  |                                  |                                  |                                  |                                  |                                  |                                  |  |  |
|  |  |  |  |  |  |  |  |                                |                                |                                |                                |                                |                                | Симо Милетич |  |  |  |  |  |                               |                               |                               |                               |                               |                               |  |  |                                  |                                  |                                  |                                  |                                  |                                  |  |  |
|  |  |  |  |  |  |  |  |                                |                                |                                |                                |                                |                                |              |  |  |  |  |  |                               |                               |                               |                               |                               |                               |  |  |                                  |                                  |                                  |                                  |                                  |                                  |  |  |
|  |  |  |  |  |  |  |  |                                |                                |                                |                                |                                |                                |              |  |  |  |  |  |                               |                               |                               |                               |                               |                               |  |  |                                  |                                  |                                  |                                  |                                  |                                  |  |  |
|  |  |  |  |  |  |  |  | Светозар Милетич (1826 – 1901) | Светозар Милетич (1826 – 1901) | Светозар Милетич (1826 – 1901) | Светозар Милетич (1826 – 1901) | Светозар Милетич (1826 – 1901) | Светозар Милетич (1826 – 1901) |              |  |  |  |  |  | Георги Милетич (1837 – 1909)  | Георги Милетич (1837 – 1909)  | Георги Милетич (1837 – 1909)  | Георги Милетич (1837 – 1909)  | Георги Милетич (1837 – 1909)  | Георги Милетич (1837 – 1909)  |  |  | Евтимия Милетичева (1837 – 1909) | Евтимия Милетичева (1837 – 1909) | Евтимия Милетичева (1837 – 1909) | Евтимия Милетичева (1837 – 1909) | Евтимия Милетичева (1837 – 1909) | Евтимия Милетичева (1837 – 1909) |  |  |
|  |  |  |  |  |  |  |  | Светозар Милетич (1826 – 1901) | Светозар Милетич (1826 – 1901) | Светозар Милетич (1826 – 1901) | Светозар Милетич (1826 – 1901) | Светозар Милетич (1826 – 1901) | Светозар Милетич (1826 – 1901) |              |  |  |  |  |  | Георги Милетич (1837 – 1909)  | Георги Милетич (1837 – 1909)  | Георги Милетич (1837 – 1909)  | Георги Милетич (1837 – 1909)  | Георги Милетич (1837 – 1909)  | Георги Милетич (1837 – 1909)  |  |  | Евтимия Милетичева (1837 – 1909) | Евтимия Милетичева (1837 – 1909) | Евтимия Милетичева (1837 – 1909) | Евтимия Милетичева (1837 – 1909) | Евтимия Милетичева (1837 – 1909) | Евтимия Милетичева (1837 – 1909) |  |  |
|  |  |  |  |  |  |  |  |                                |                                |                                |                                |                                |                                |              |  |  |  |  |  |                               |                               |                               |                               |                               |                               |  |  |                                  |                                  |                                  |                                  |                                  |                                  |  |  |
|  |  |  |  |  |  |  |  |                                |                                |                                |                                |                                |                                |              |  |  |  |  |  |                               |                               |                               |                               |                               |                               |  |  |                                  |                                  |                                  |                                  |                                  |                                  |  |  |
|  |  |  |  |  |  |  |  |                                |                                |                                |                                |                                |                                |              |  |  |  |  |  | Любомир Милетич (1863 – 1937) | Любомир Милетич (1863 – 1937) | Любомир Милетич (1863 – 1937) | Любомир Милетич (1863 – 1937) | Любомир Милетич (1863 – 1937) | Любомир Милетич (1863 – 1937) |  |  | Светозар Милетич (1871 – 1913)   | Светозар Милетич (1871 – 1913)   | Светозар Милетич (1871 – 1913)   | Светозар Милетич (1871 – 1913)   | Светозар Милетич (1871 – 1913)   | Светозар Милетич (1871 – 1913)   |  |  |